# Callipallene margarita
Callipallene margarita là một loài nhện biển trong họ Callipallenidae. Loài này thuộc chi Callipallene. Callipallene margarita được miêu tả khoa học năm 1932 bởi Gordon.